# Mycetophagus hyrcanicus
Mycetophagus hyrcanicus es una especie de coleóptero de la familia Mycetophagidae.

## Distribución geográfica
Habita en Azerbaiyán.